# Mycena inclinata
Mycena inclinata (Elias Magnus Fries, 1838 ex Lucien Quélet, 1872) din încrengătura Basidiomycota, în familia Mycenaceae și de genul Mycena, este o  specie foarte frecventă saprofită de ciuperci necomestibile, fiind o descompunătoare ulterioară. O denumire populară nu este cunoscută. În România, Basarabia și Bucovina de Nord trăiește în grupuri cu multe exemplare, preponderent în mănuchiuri, într-o împrejurare mai umedă, pe și pe lângă copaci deja morți, trunchiuri sau cioturi de lemn îngropat de foioase, cu predilecție pe lemn de fag și stejar, mai rar pe alte specii de arbori. Apare de la câmpie la munte, din (august) septembrie până în noiembrie (decembrie), atât timp cât vremea nu este geroasă.

## Taxonomie

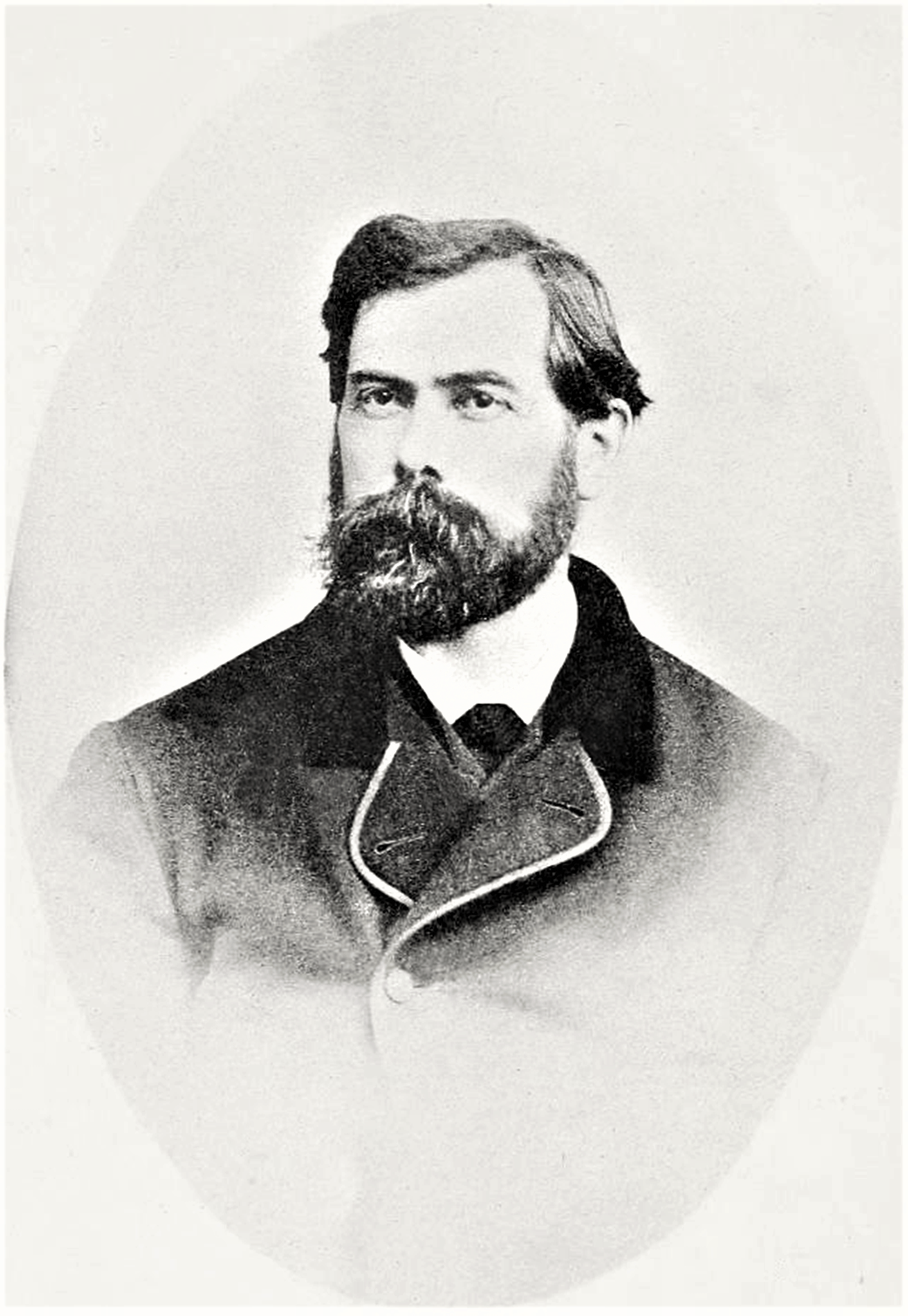
Lucien Quelet

Numele binomial a fost determinat drept Agaricus inclinatus de renumitul micolog suedez Elias Magnus Fries în cartea sa Epicrisis systematis mycologici, seu synopsis hymenomycetum din 1838.
Apoi, în 1872, cunoscutul micolog francez (Lucien Quélet a transferat specia corect la genul Mycena sub păstrarea epitetului, de verificat în lucrarea sa Les champignons du Jura et des Vosges,  publicată în volumul 5 al Mémoires de la Société d’Émulation de Montbéliard, fiind și numele curent valabil (2024). Mai departe, toate variațiile descrise sunt acceptate sinonim.
Trebuie menționat că termenul Mycena calopus, creat de micologul italian Giacomo Bresadola în 1907, a fost văzut pentru un anumit timp drept specie proprie.
Numele generic este derivat din cuvântul de limba greacă veche (greacă veche μύχης=ciupercă, burete), iar epitetul specific de la cuvântului latin (latină inclinatus= înclinat, îndoit), datorită conduitei piciorului și pălăriei.

## Descriere

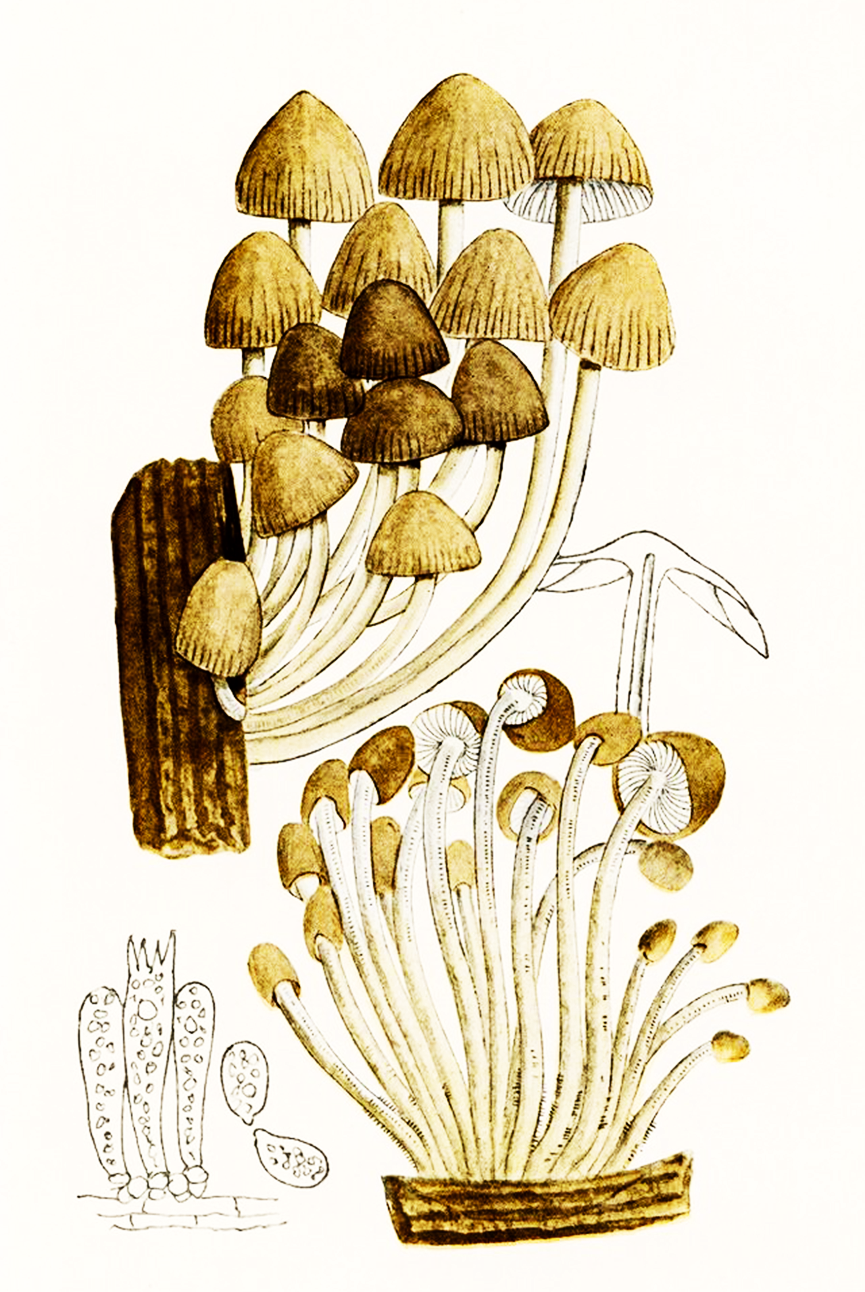
Bres.: Mycena inclinata

- Pălăria: subțire, fragilă, higrofană și ridat-striată translucid cu un diametru de 1-4 (5) cm este la început obtuz conică până la campanulată, se extinde apoi spre larg conică sau larg campanulată, uneori aproape plană, rar cocoșată, despicându-se frecvent radial, parțial cu crăpături diferite. Marginea fie dreaptă, fie curbată spre lamele devine de obicei dantelată. Coloritul la început, sumbru până la un cenușiu închis apos, se decolorează treptat alb, rămânând în centru de obicei puțin cenușiu până la bej-maroniu.
- Lamelele: sunt subțiri, nu foarte dense, bulboase, cu lamele intermediare de lungime diferită și dințat aderente la picior. Coloritul inițial alb până la cenușiu sau ușor crem, uneori nuanțat de roz, devine cu avansarea în vârstă adesea uniform roșiatic cu o nuanță cărnoasă, îngălbenind adesea la bătrânețe. Muchiile albicioase sunt netede.
- Piciorul: fragil cu o înălțime de 5-10  cm și o grosime de 0,2-0,4 (0,5) cm este mereu mai lung ca diametrul pălăriei, fiind cilindric, aproape mereu îndoit, uneori chiar sucit, tubular sau gol pe dinăuntru și fără inel.  Baza este dens striată, partea inferioară la început acoperită cu un  înveliș alb de fibriloză, care se desface în pete de fibriloză și în cele din urmă dispare, uneori rămânând apăsat și provocând tija să pară fibrilos-striată. Fibrilele bazale devin cu timpul brune. Miceliul este luminescent.[10]
- Carnea: gri-albicioasă, cenușie până la albicioasă, este fragilă, destul de  groasă în centrul pălăriei și subțire în altă parte. Mirosul slab făinos seamănă adesea cu cel al untului rânced sau al fumului de lumânare, gustul fiind făinos sau de castravete și blând până la picant.[3][4]
- Caracteristici microscopice are spori albi până la ușor crem, elipsoidali până la larg elipsoidali, netezi, puternic amilozi (ce înseamnă colorabilitatea structurilor tisulare folosind reactivi de iod), cu picătură mare de ulei în centru, măsurând 7-9 (10) x 5-6,5 (7) microni. Pulberea lor este albă. Basidiile clavate cu catarame și 4 sterigme fiecare măsoară 30-35 (40) x 7 (8) microni. Elementele cuticulei (pileipellis) are o peliculă distinctă, un hipoderm bine diferențiat și un corp tramal filamentos, gălbui pal cu noduri scurte și proiecții asemănătoare unor degete sau bastonașe cu o lățime de 10-12 µm. Cheilocistidele (elemente sterile situate pe muchia lamelor) de 19-36 x 5-12 microni pot fi aproape cilindrice, dar sunt adesea neregulate în formă de măciucă, în formă de pară inversă, cu excrescențe polimorfe în formă de deget. Vârfurile prezintă proeminențe distorsionate = capete de meduză bifurcate. Pleurocistidele (elemente sterile situate în himenul de pe fețele lamelor) lipsesc. Toate componentele se decolorează gălbui pal până la brun sordid în iod.[11][12]
- Reacții chimice: cuticula se poate decolora cu hidroxid de potasiu maroniu, dar efectul lipsește uneori. Carnea devine cu Reactivul Melzer gălbuie pal până la maro murdar, fiind mai închisă la pălărie.[13]

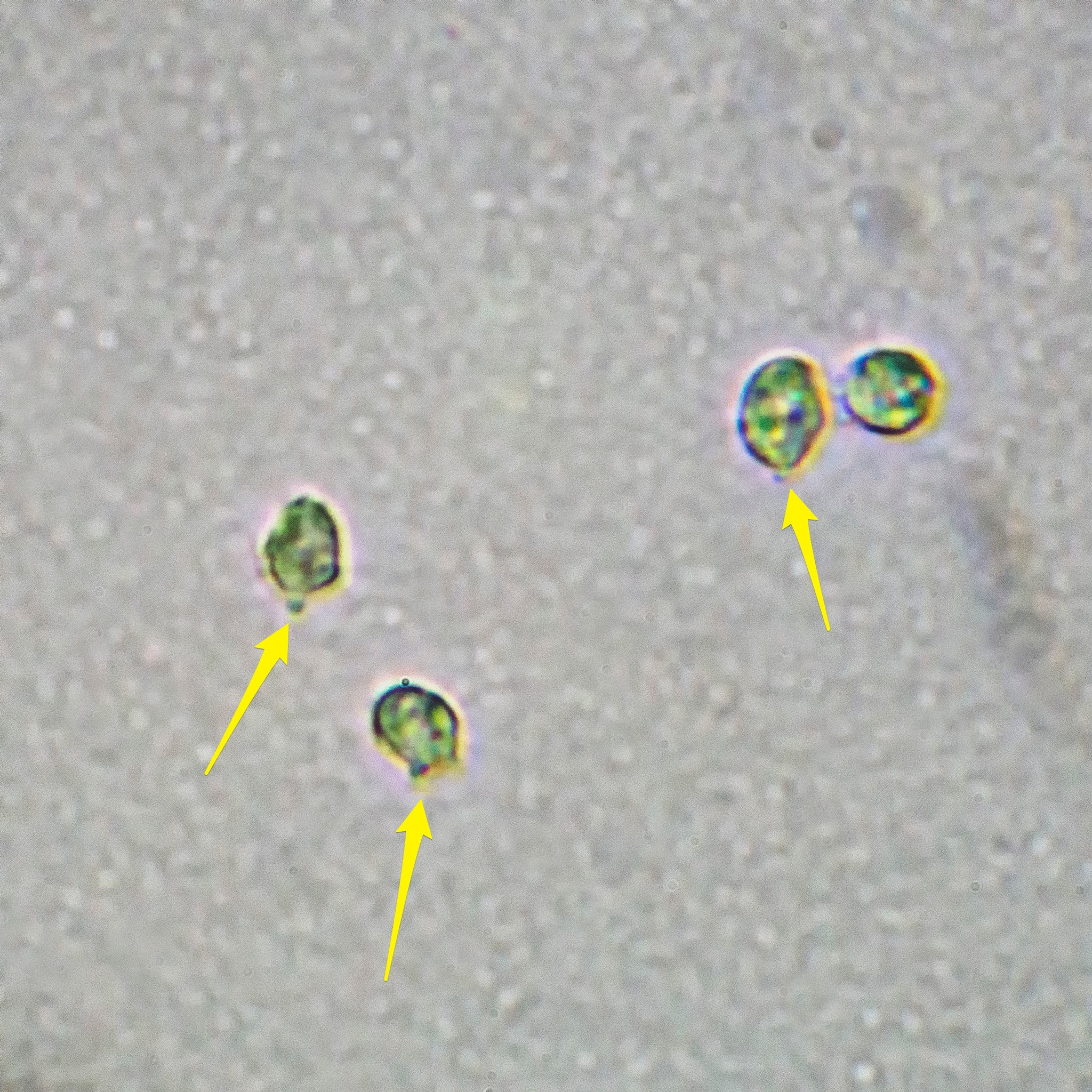
M. inclinata, spori
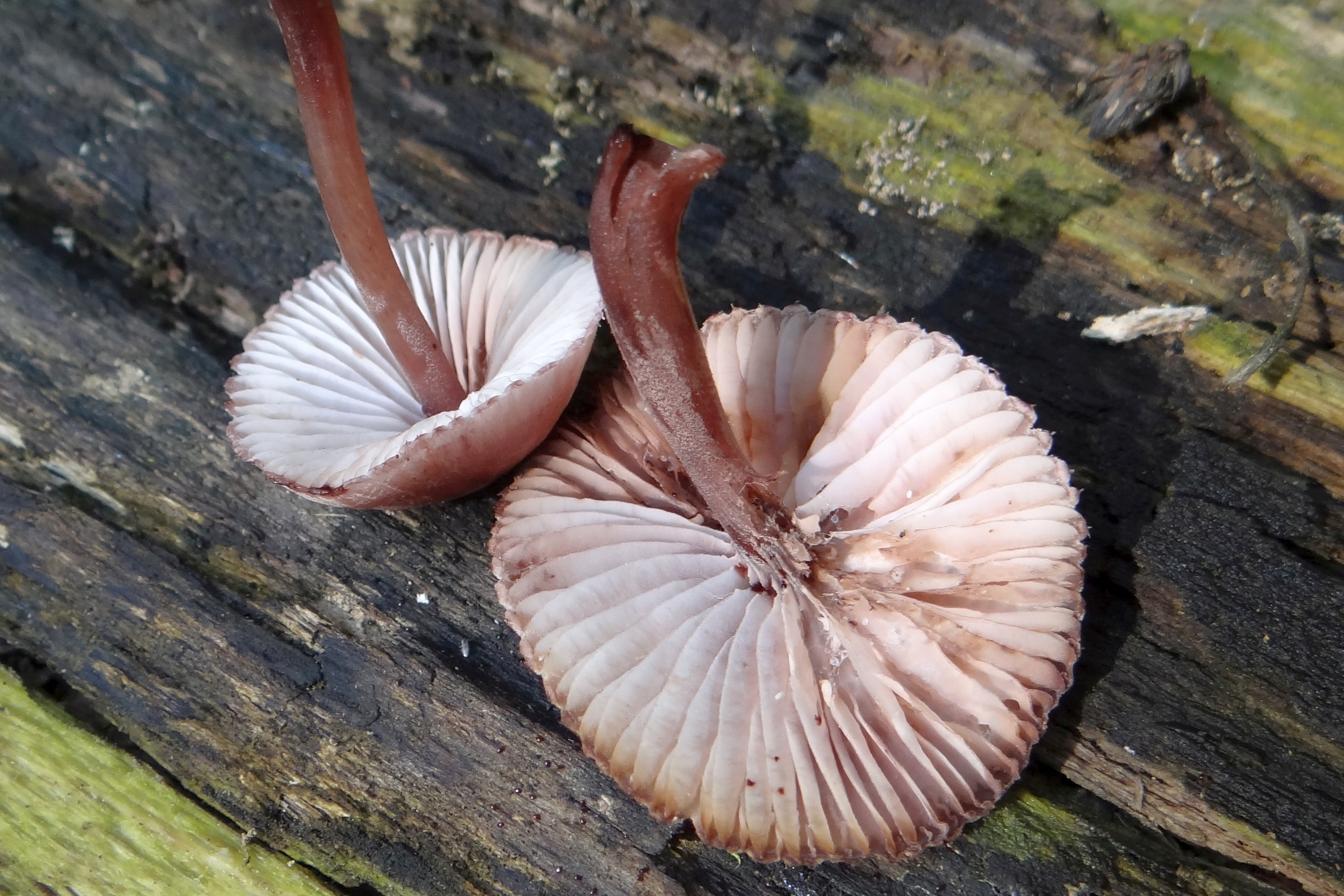
M. inclinata, lamele și picior
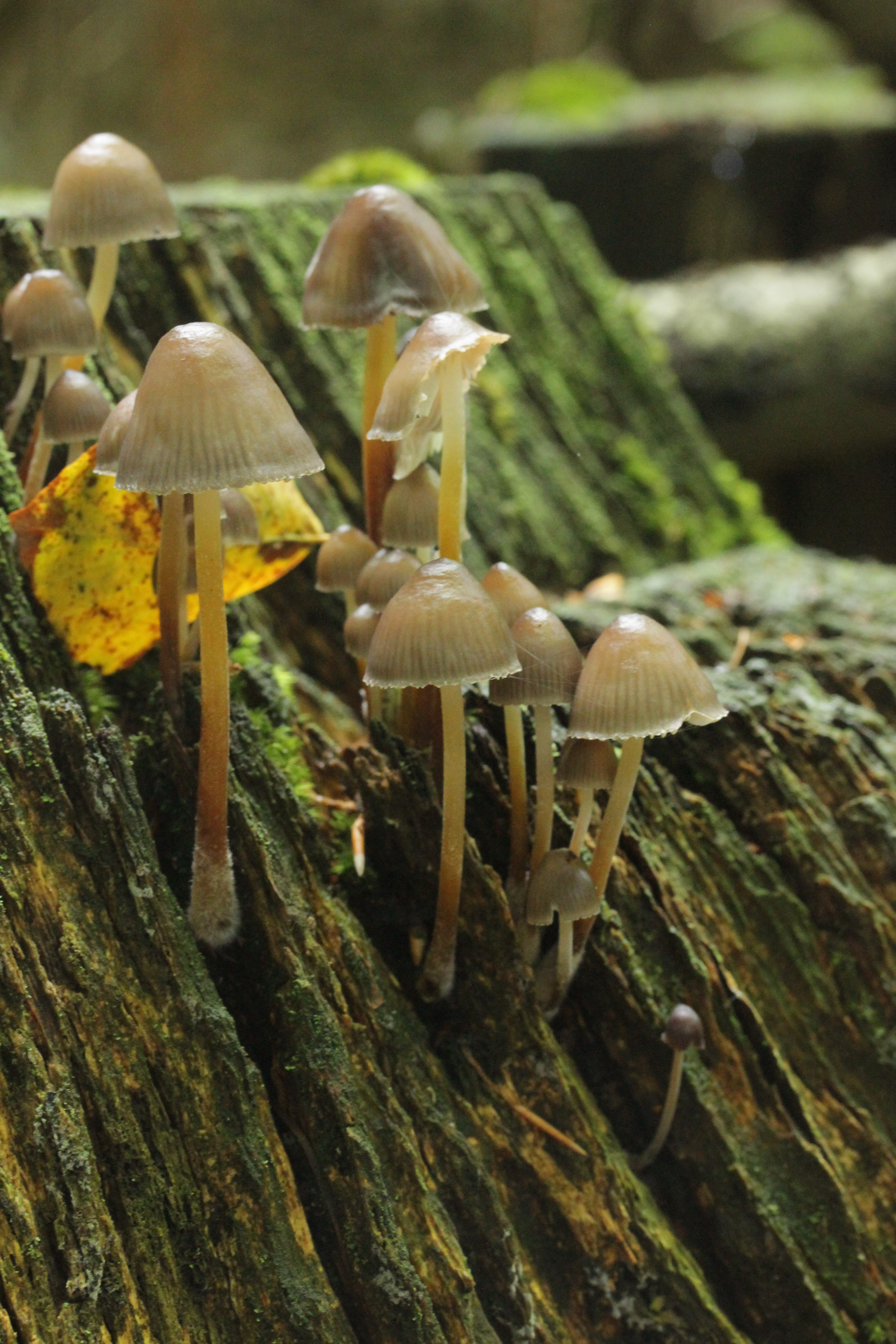
M. inclinata tinere
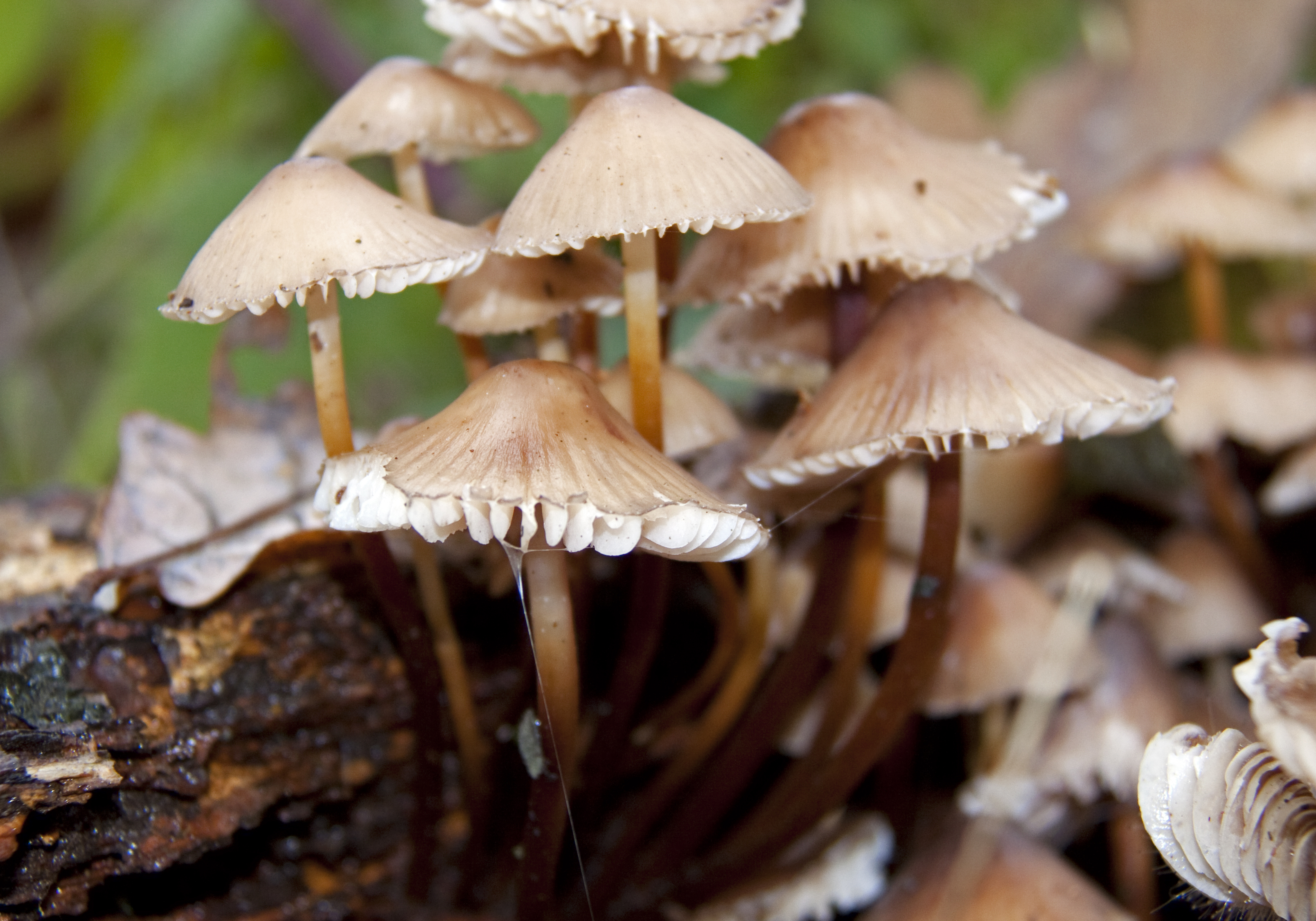
M. inclinata mai în vârstă
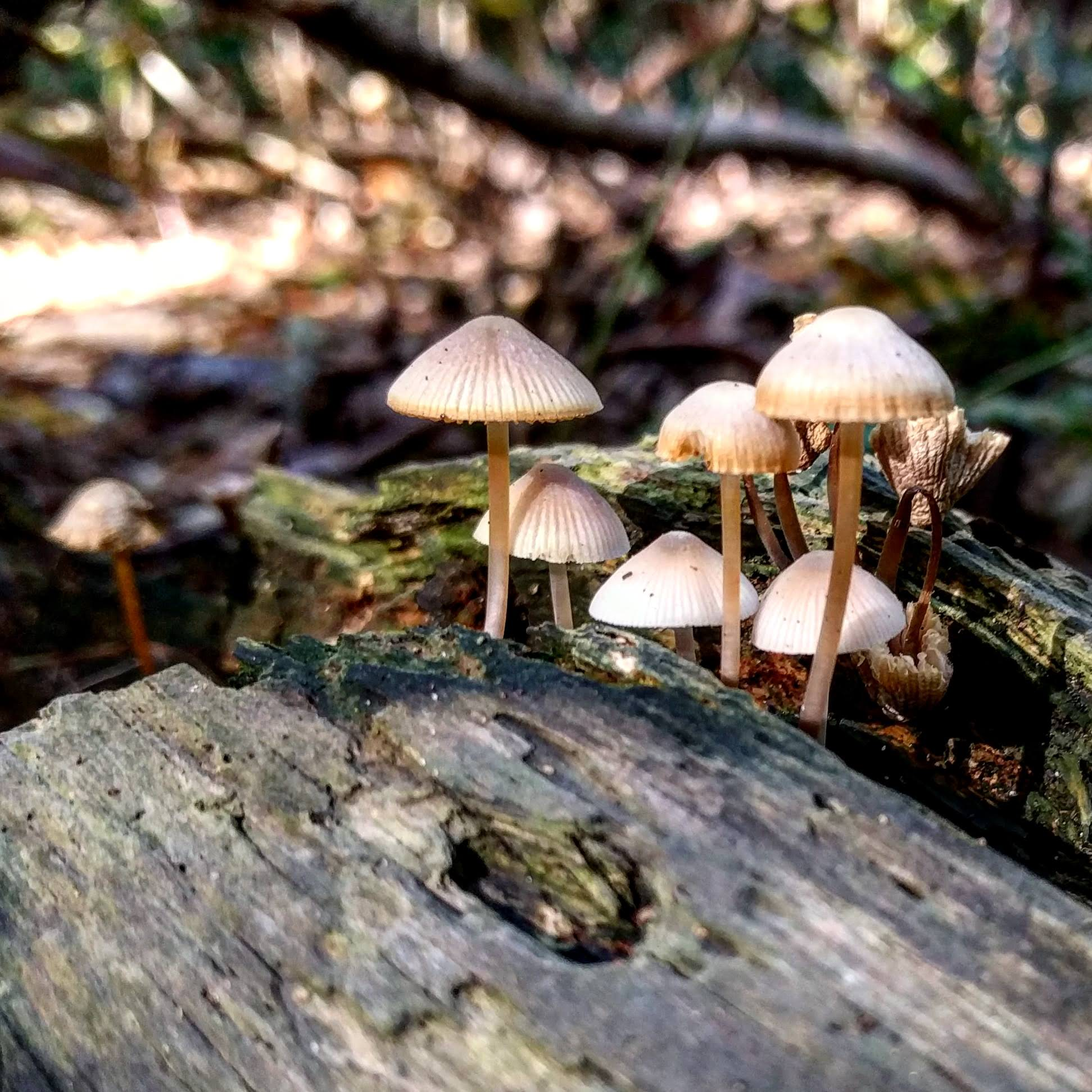
M. inclinata mai deschise

## Confuzii
Mycena inclinata poate fi confundată de exemplu cu alte specii ale genului cu toate necomestibile, cum sunt de exemplu Atheniella sin. Mycena flavoalba,Mycena abramsii sin. Mycena praecox, Mycena fagetorum, Mycena galericulata (miros de pepene, gust făinos) Mycena galopus (miros de ridichi, lapte alb), Mycena pearsoniana, Mycena renati sin. Mycena flavipes (miros de clor), Mycena strobilicola (miros de clor), Mycena tintinnabulum, Mycena vitilis, și Mycena zephirus, dar, de asemenea, cu Hydropus marginellus (comestibil).

## Specii asemănătoare în imagini

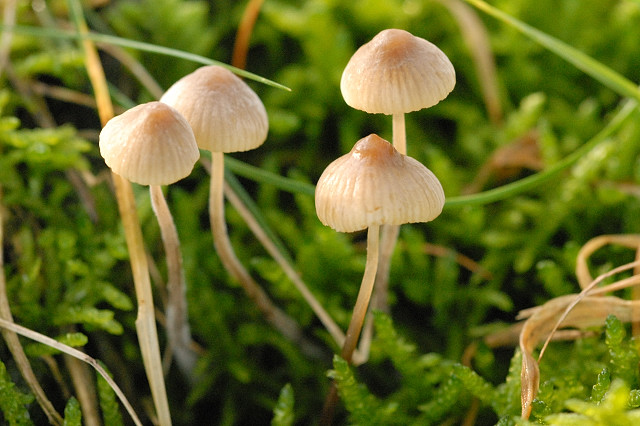
Atheniella sin. Mycena flavoalba
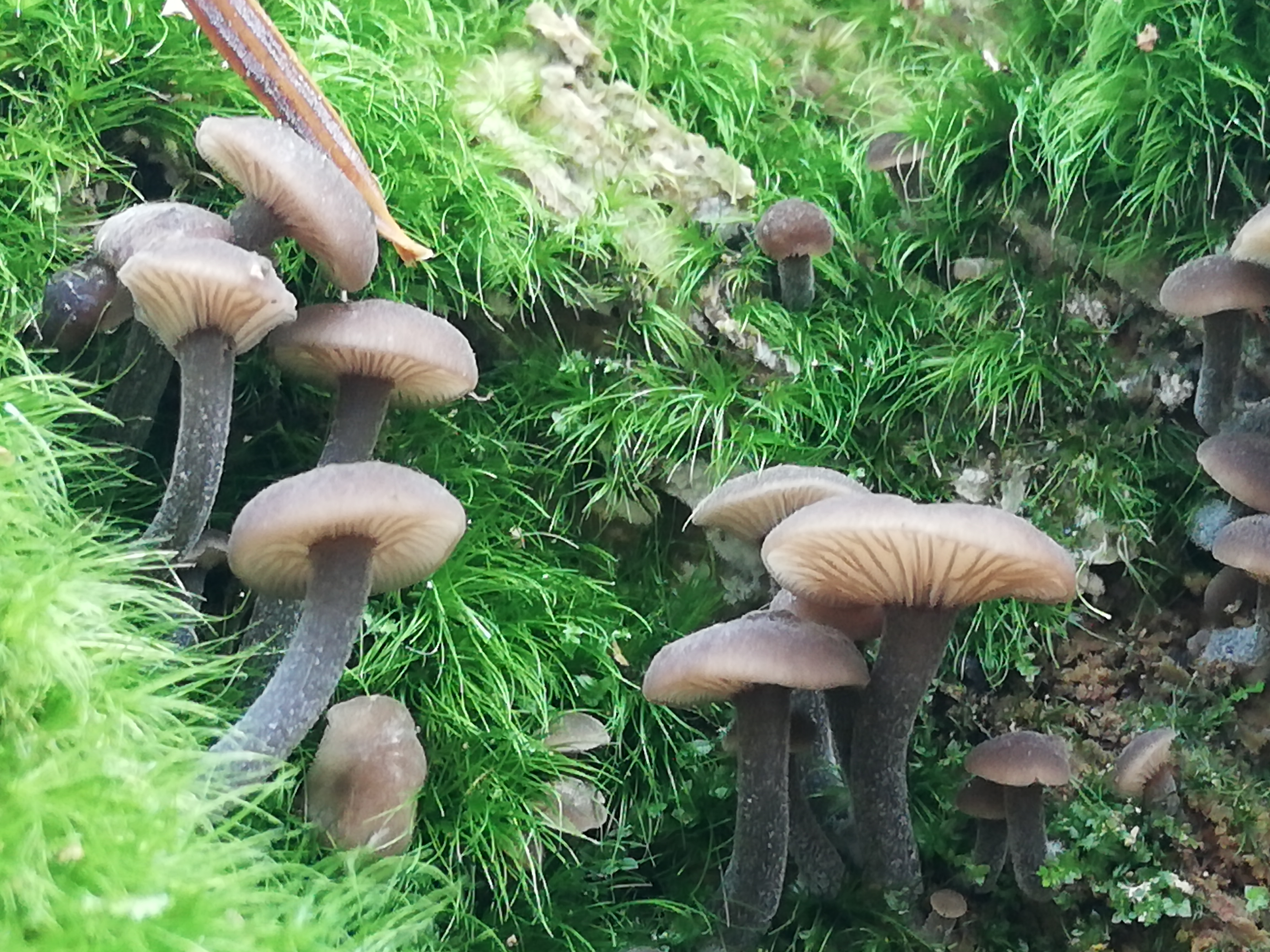
Hydropus marginellus sin. Mycena marginella
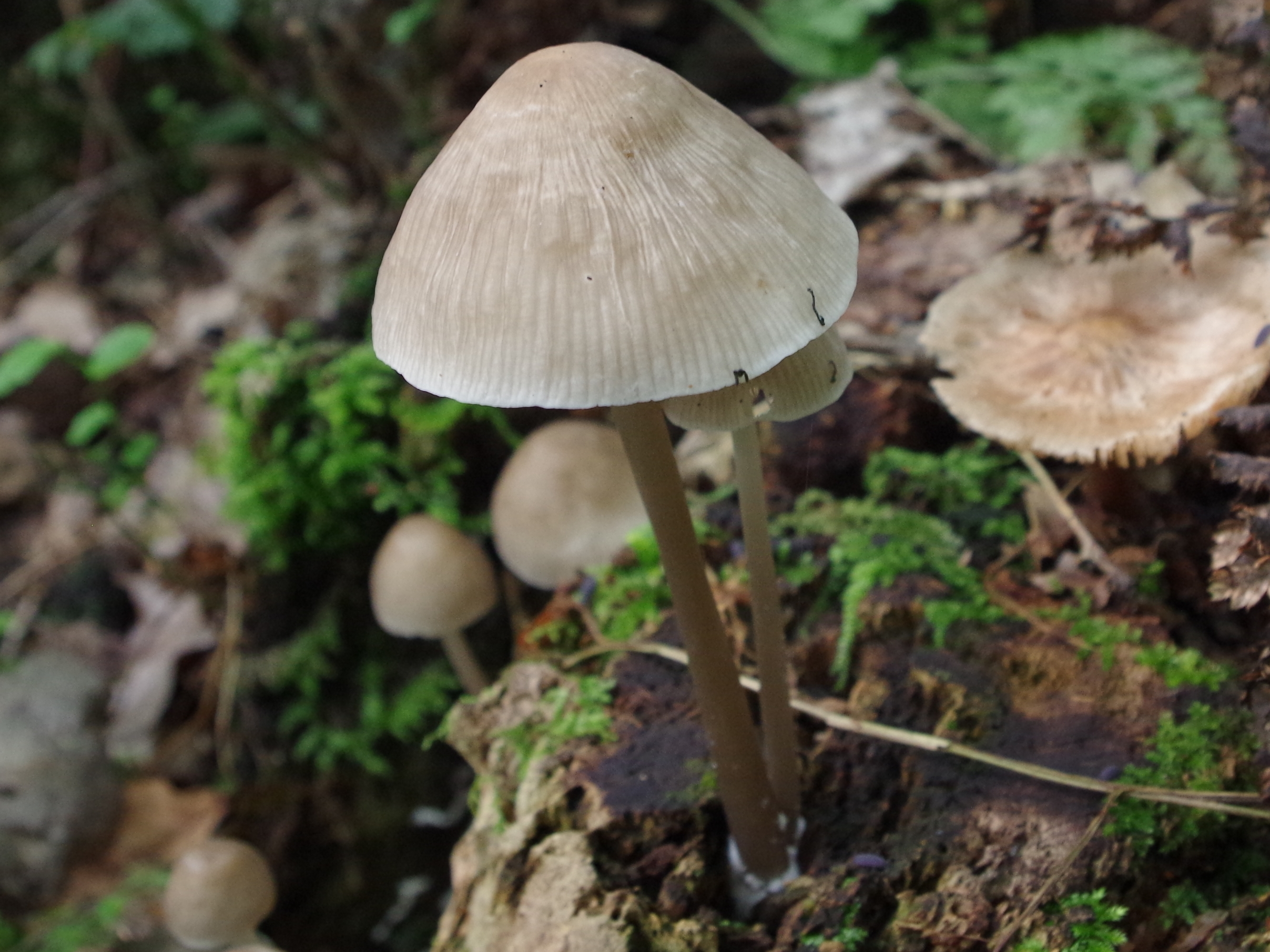
Mycena abramsii
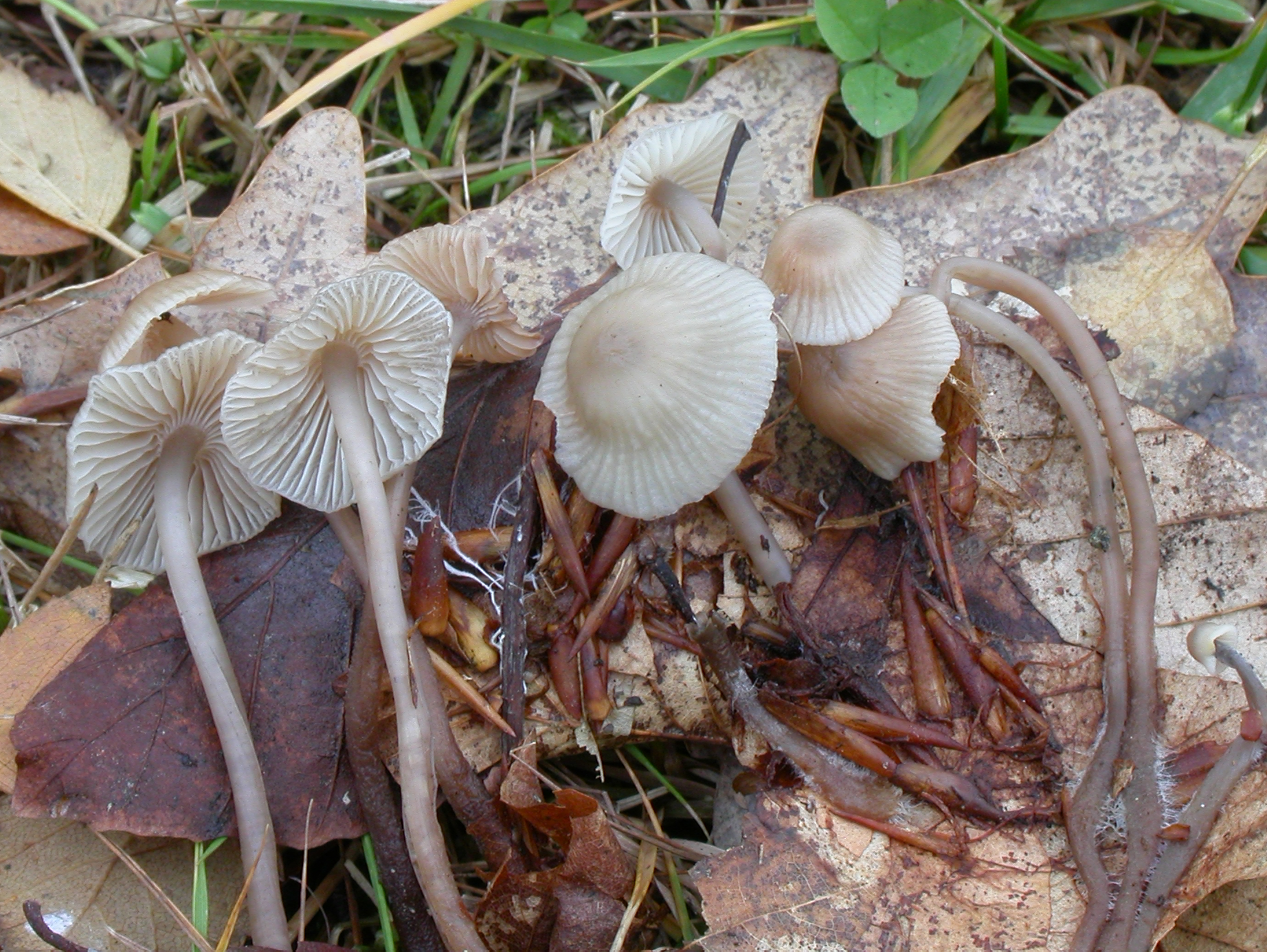
Mycena fagetorum

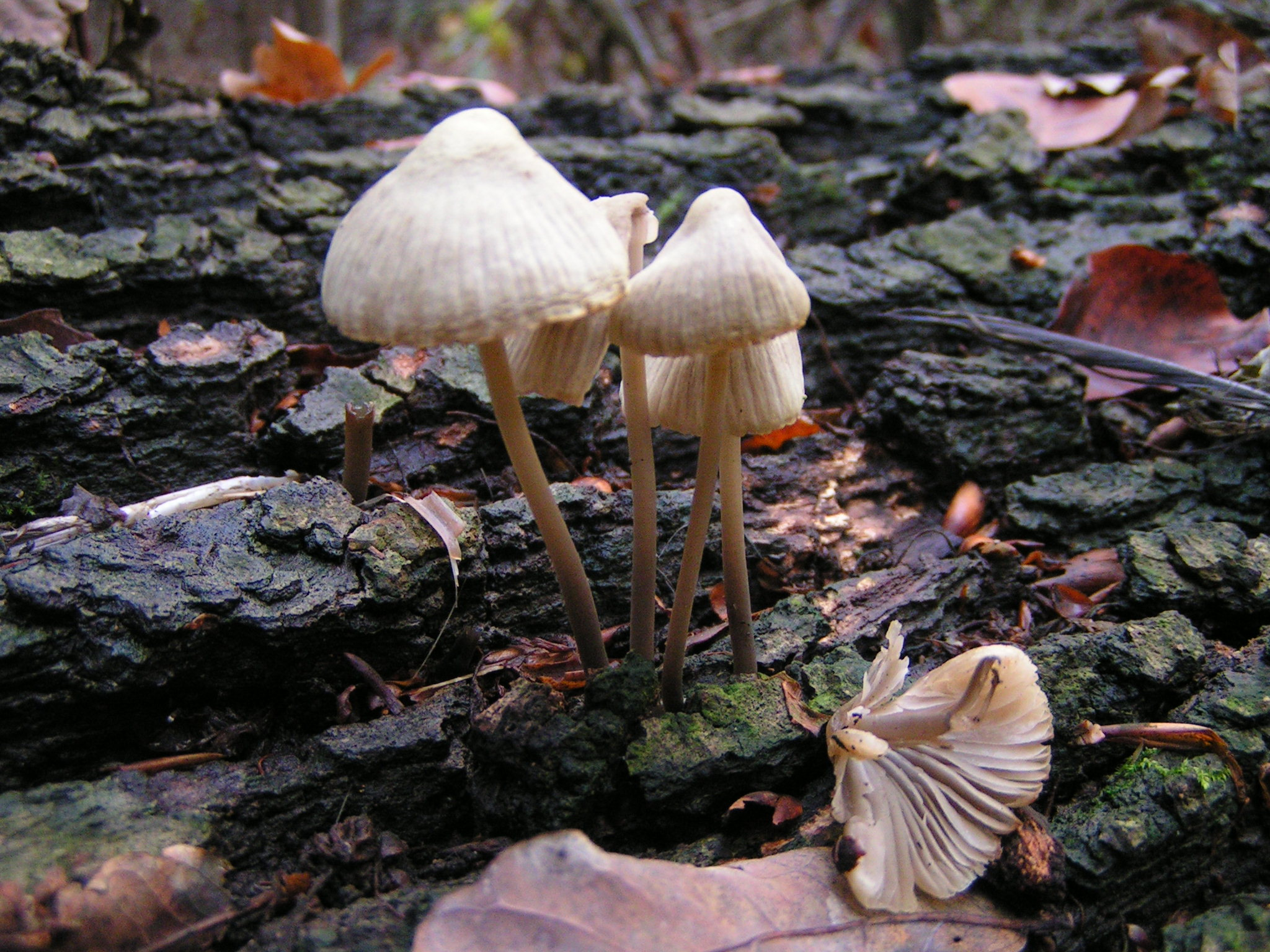
Mycena galopus
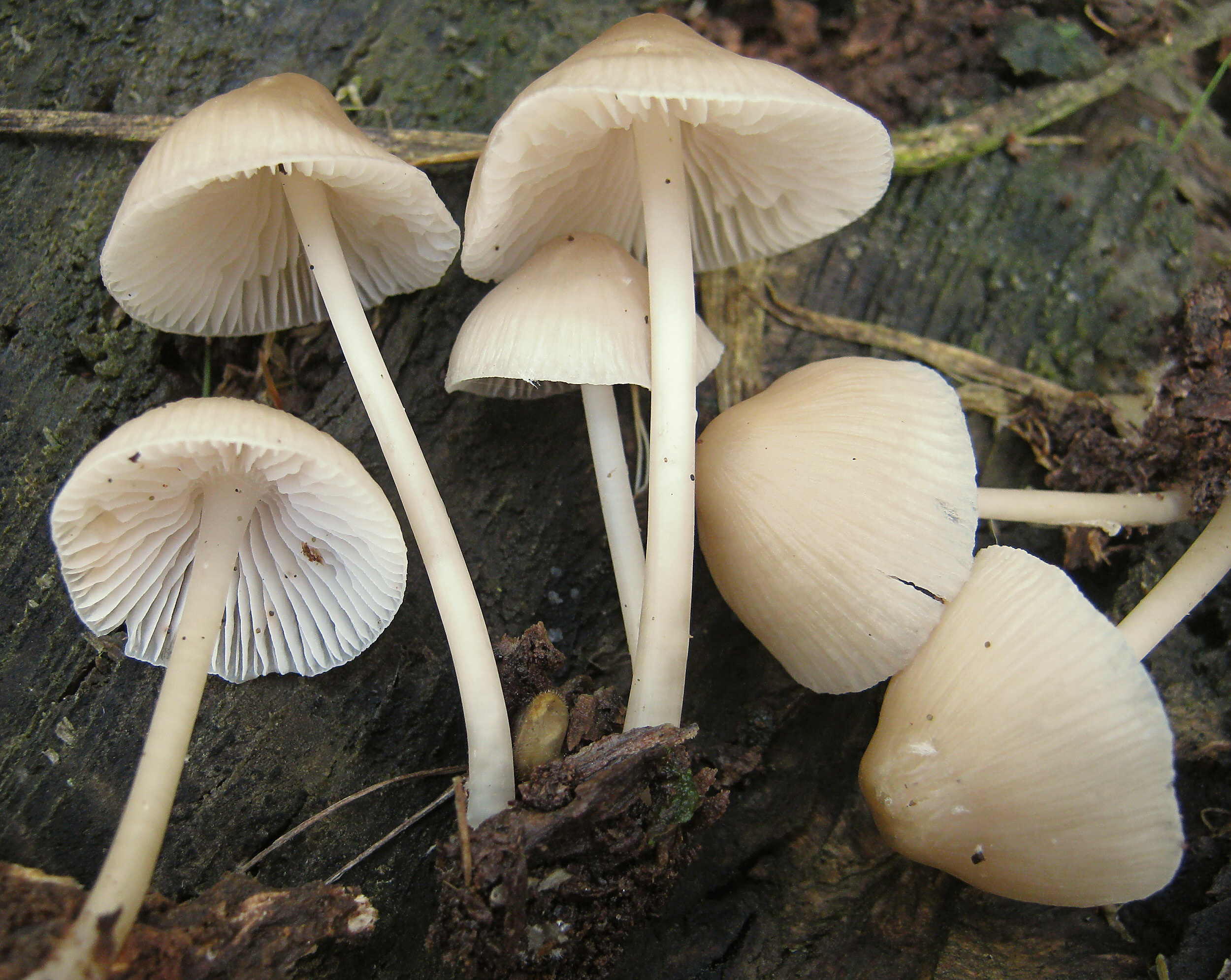
Mycena galericulata
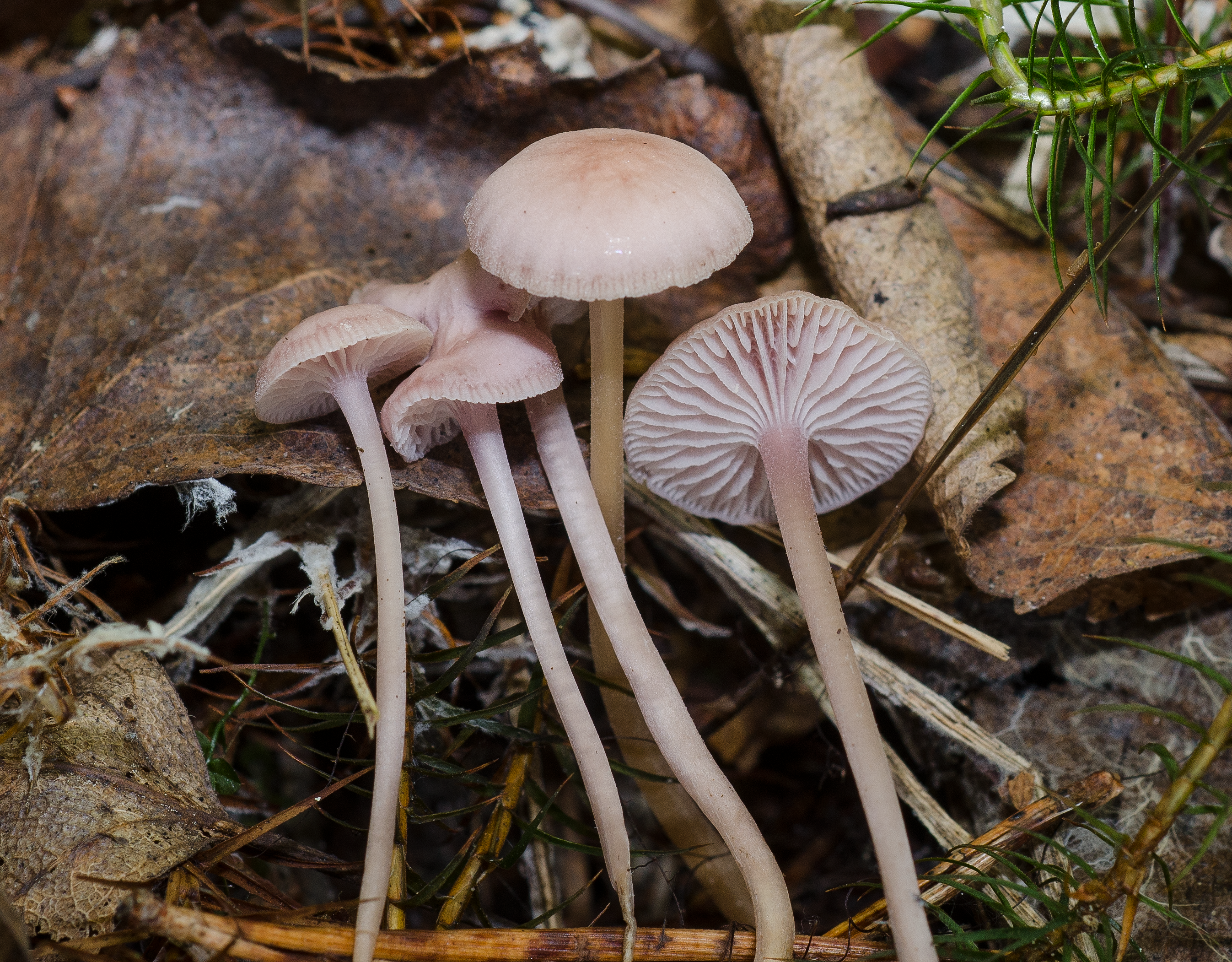
Mycena pearsoniana
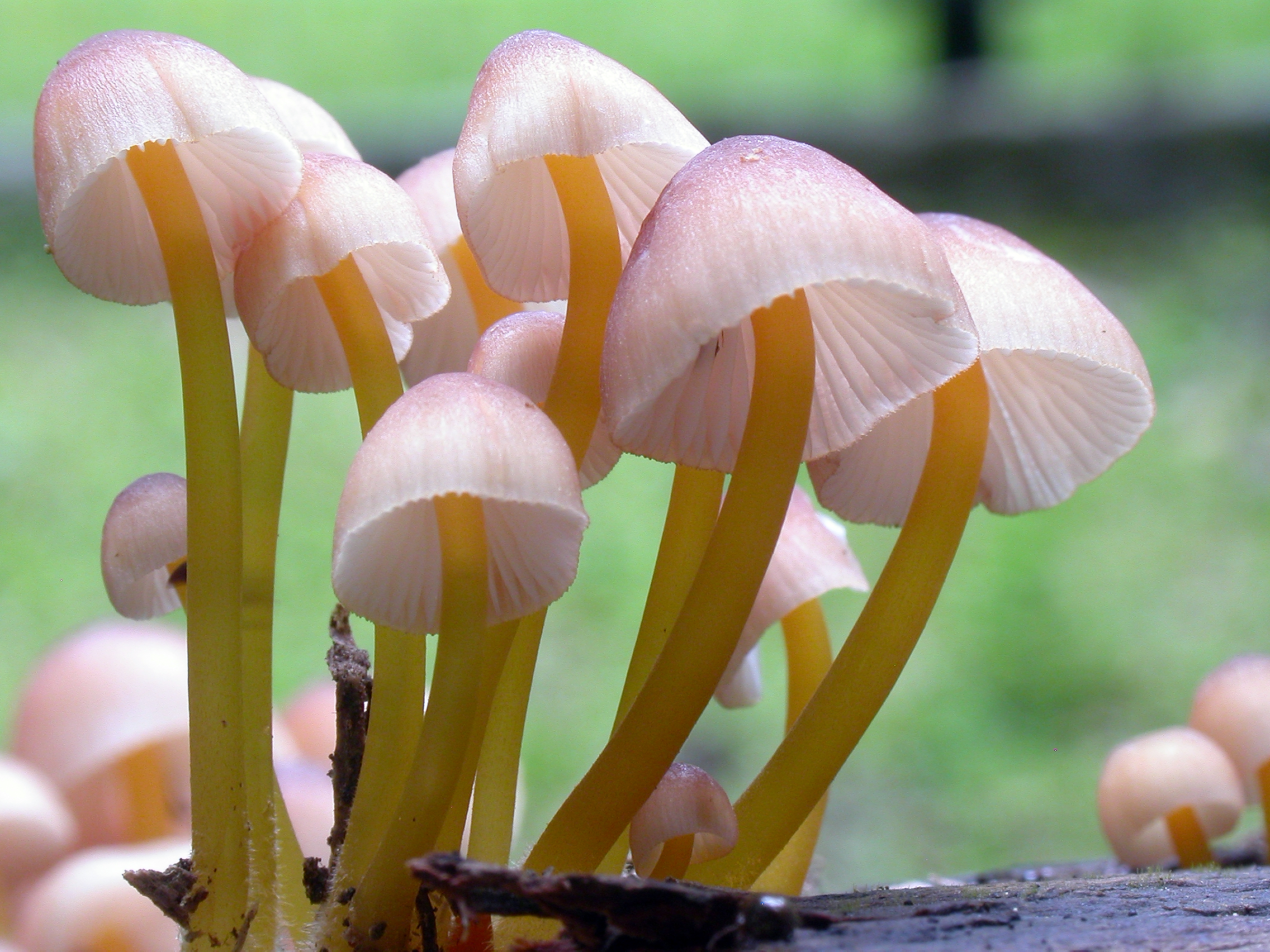
Mycena renati

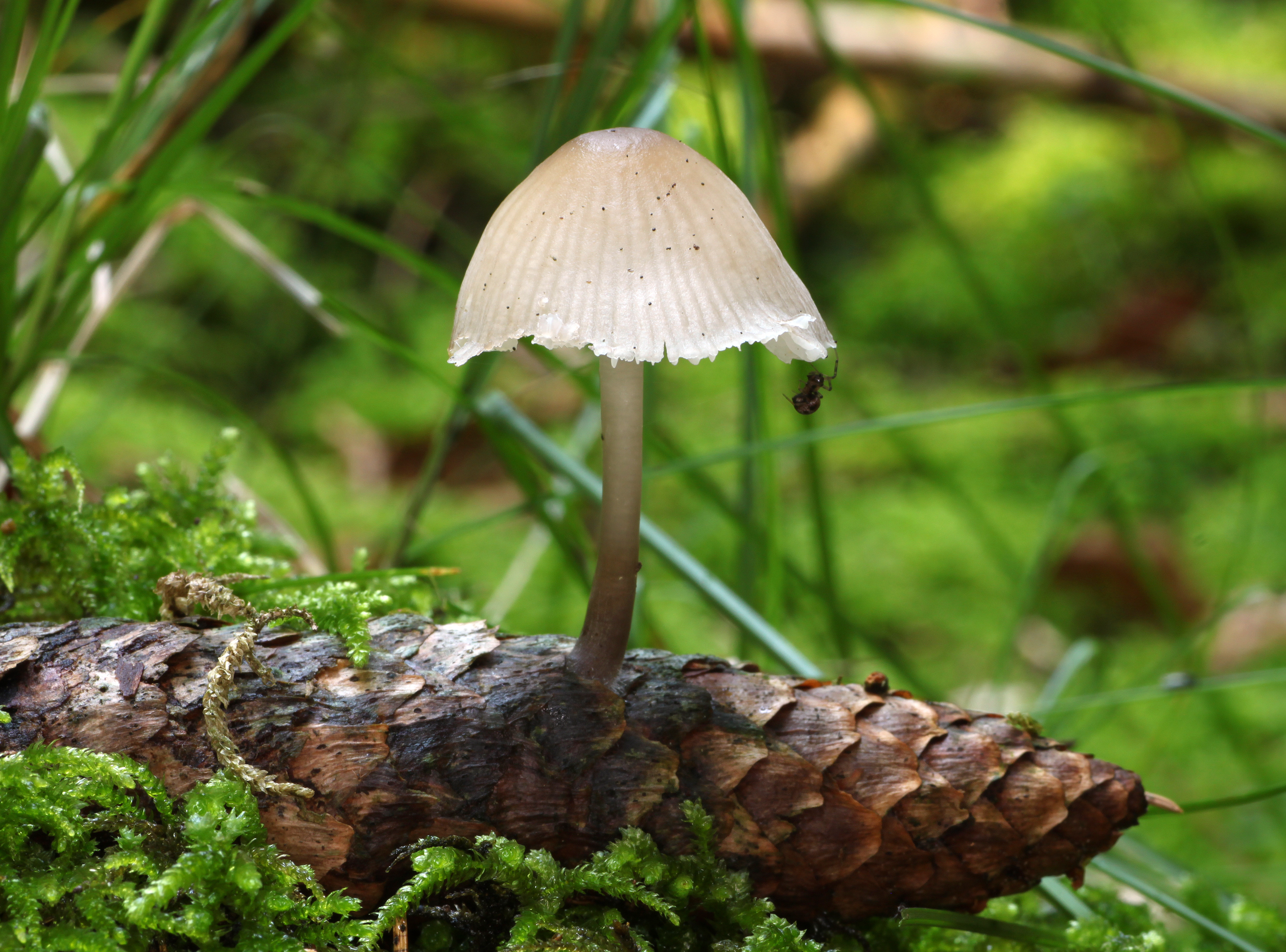
Mycena-strobilicola
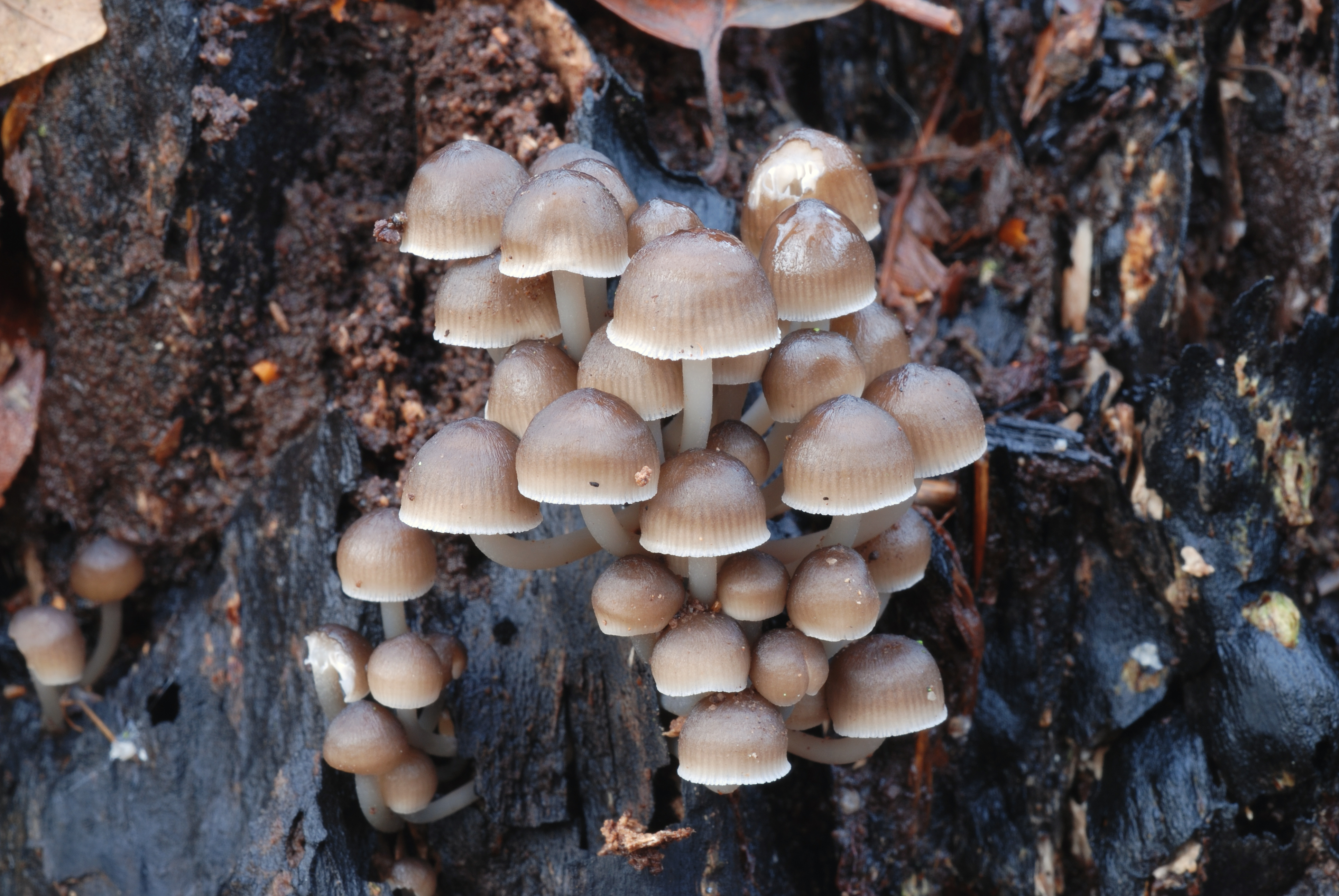
Mycena tintinnabulum
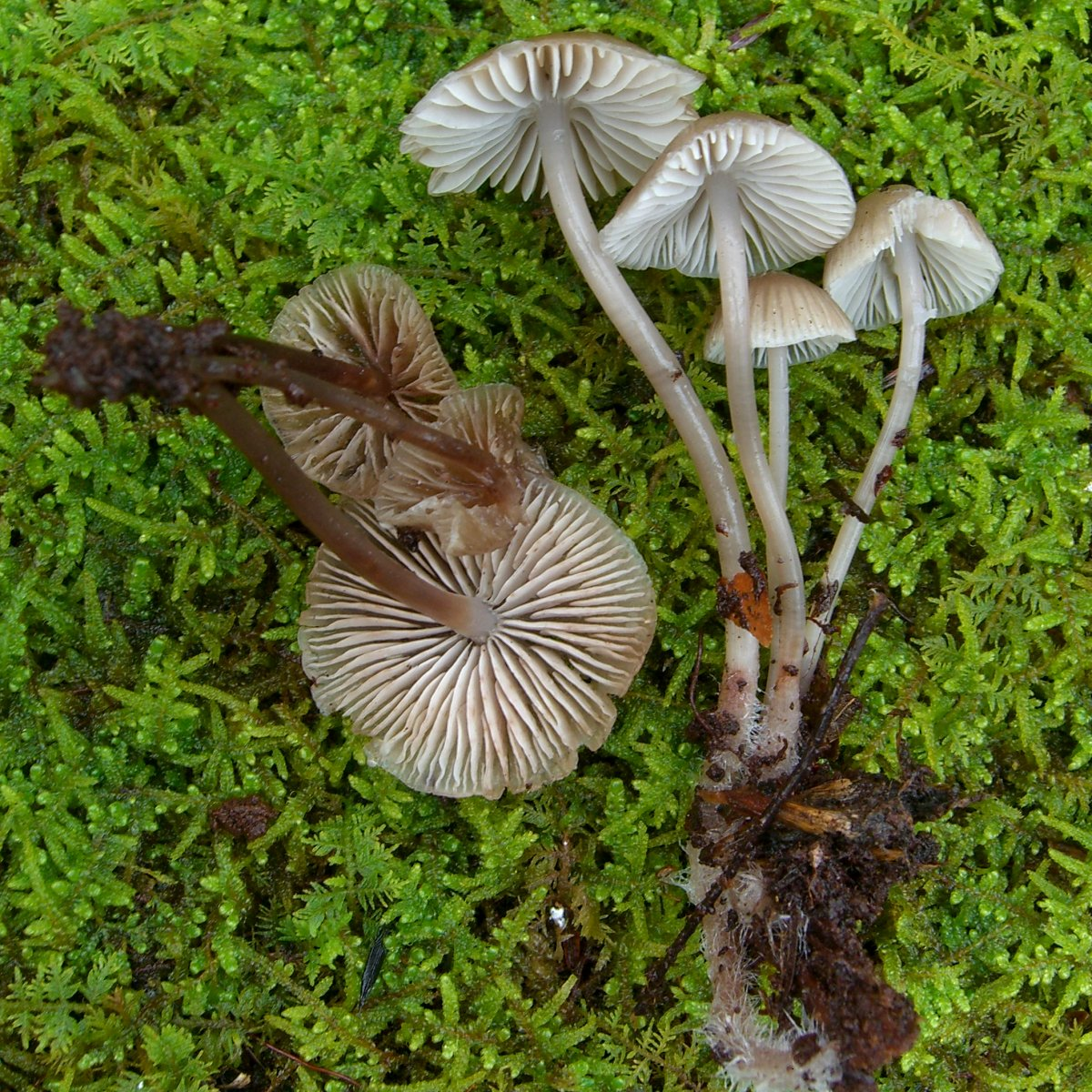
Mycena vitilis
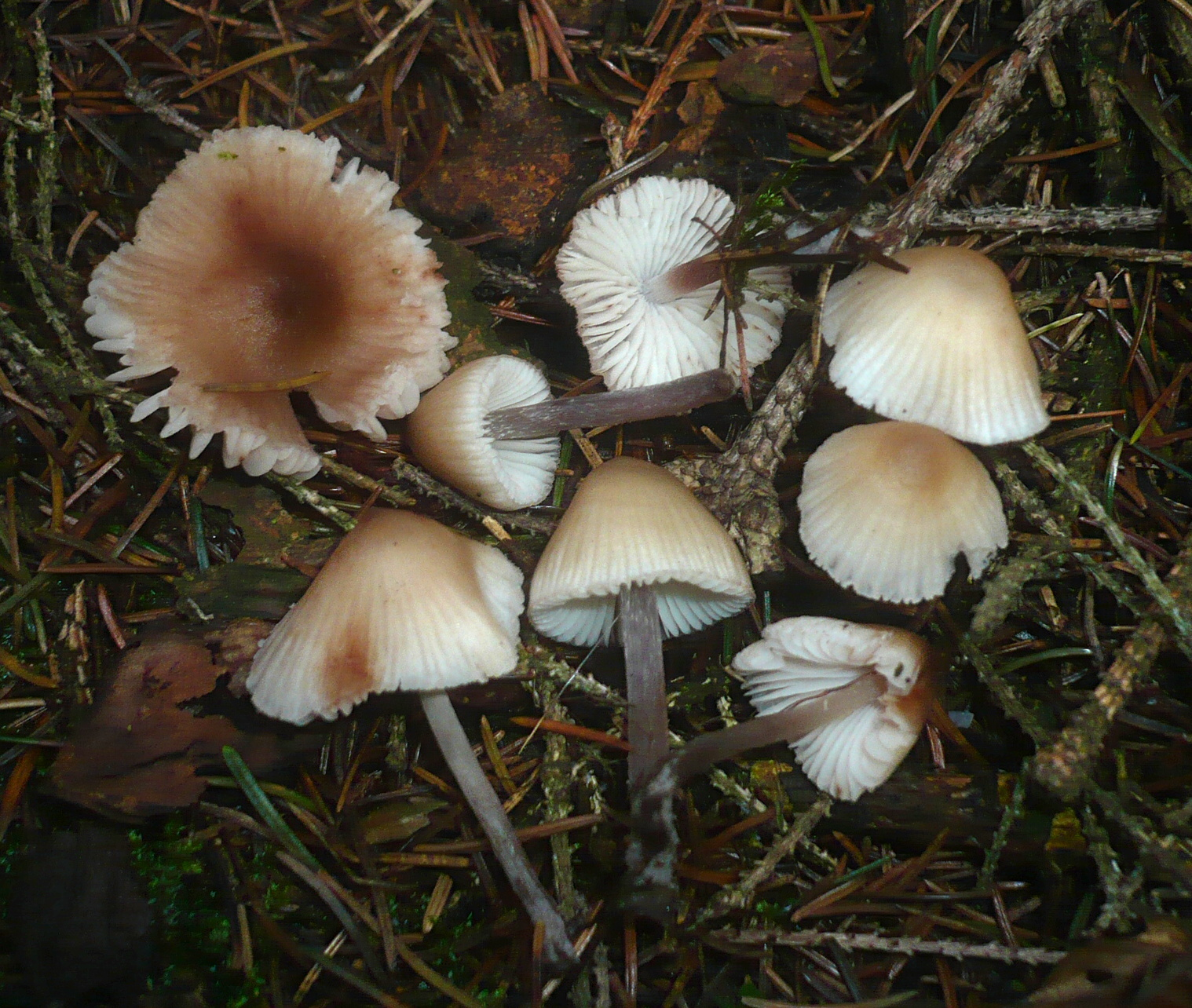
Mycena zephirus

## Valorificare
Mycena inclinata nu este otrăvitoare, dar din cauza calității inferioare a cărnii precum al mirosului și gustului nu prea plăcut necomestibil.